# Cameron Richardson
Pour les articles homonymes, voir Richardson.
Cameron Richardson est une actrice et mannequin américaine née le 11 septembre 1979 à Bâton-Rouge, en Louisiane.

## Biographie
Elle a posé nue pour le magazine sensuel Strip.
Elle mesure 1,73 m (5' 8").

## Filmographie

### Cinéma
- 2002 : Frank McKlusky, C.I. : Sharon Webber
- 2003 : Sexe, Lycée et Vidéo (After School Special) : Rachael Unger
- 2003 : Drôle de campus (National Lampoon Presents Dorm Daze) : Adrienne
- 2005 : The Good Humor Man : Wendy
- 2005 : Supercross : Piper Cole
- 2006 : Dérive Mortelle (Open Water 2: Adrift) : Michelle
- 2007 : Rise : Collette
- 2007 : Alvin et les Chipmunks (Alvin and the Chipmunks) : Claire Wilson
- 2008 : Familiar Strangers : Erin Worthington
- 2009 : Women in Trouble : Darby
- 2009 : Wreckage : Kate
- 2010 : Blonde Movie (Hard Breakers) : Alexis
- 2014 : 10.0 Earthquake - Menace sur Los Angeles : Emily
- 2015 : The Evil Gene : Dr. Dana Ehrhart
- 2016 : Get a Job : Tara
- 2017 : Wild Bill (Hickok) de Timothy Woodward Jr. : Mattie

### Télévision
- 2000-2001 : FBI Family (Cover Me: Based on the True Life of an FBI Family) (série télévisée) : Celeste Arno (24 épisodes)
- 2003-2004 : Skin (série télévisée) : Darlene (5 épisodes)
- 2005-2006 : Point Pleasant, entre le bien et le mal (série télévisée) : Paula Hargrove (13 épisodes)
- 2006 : If You Lived Here, You'd be Home Now (Téléfilm) : Amy
- 2006 : Dr House (série télévisée) : saison 2, épisode 13 : Alexandra
- 2006-2011 : Entourage (série télévisée) : Lindsay / Une serveuse (3 épisodes)
- 2008 : 12 Miles of Bad Road (série télévisée) : Mckenna Shakespeare Hall (6 épisodes)
- 2009 : Harper's Island (série télévisée) : Chloé Carter (10 épisodes)
- 2012 : Les experts (série télévisée - 1 épisode) : Emily Hartley
- 2013 : Shameless (série télévisée) : Cheryl (2 épisodes)
- 2016 : Les Fantômes du passé (Honeymoon from hell) de Jake Helgren : Janelle Gamble
- 2017 : Les 10 Règles d'or d'une parfaite mariée (Bridal Boot Camp) de Jake Helgren : Whitney Walsh